# Malaysisch-portugiesische Beziehungen
Die malaysisch-portugiesischen Beziehungen beschreiben das zwischenstaatliche Verhältnis von Malaysia und Portugal. Die Länder unterhalten seit 1975 direkte diplomatische Beziehungen. Eigene gegenseitige Botschaften richteten die beiden Länder bisher nicht ein.
Historisch ist insbesondere die Zeit Malakkas als portugiesische Kolonie zwischen 1511 und 1641 zu nennen. Aus dieser Zeit rührt auch die bis heute dort gesprochene Kreolsprache, die unter verschiedenen Namen bekannt ist, darunter Língua cristã, Papiá Kristáng, Crioulo de Malaca oder Melakan Portuguese.
Im Jahr 2015 waren 59 Bürger Malaysias in Portugal gemeldet, im Jahr 2009 waren 34 portugiesischer Staatsbürger konsularisch in Malaysia registriert.

## Geschichte

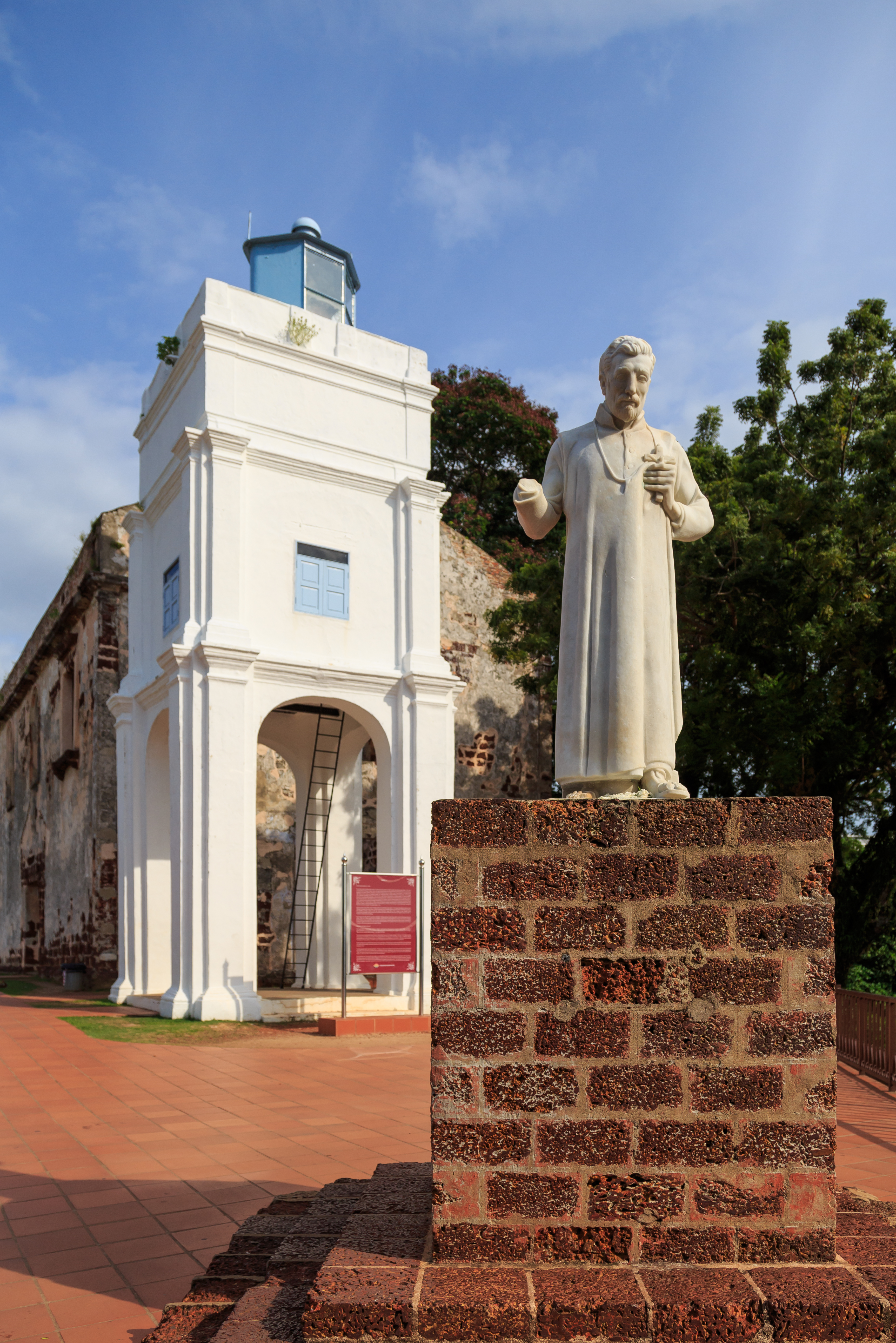
Statue des Francisco Xavier in Malakka, dahinter die Kirche S.Paulo

1509 erreichte Diogo Lopes de Sequeira als erster portugiesischer Seefahrer das Handelszentrum Malakka im heutigen Malaysia. Am 15. August 1511 eroberten portugiesische Truppen unter Afonso de Albuquerque das Sultanat von Malakka. Sie errichteten die Festung A Famosa und Sultan Mahmud verließ die Stadt.
Malakka wurde danach ein zentraler Handels- und Verwaltungsstützpunkt für Portugals bedeutenden Indien- und Chinahandel, der von Macau über Malakka und Goa bis Hormus und von dort um Afrika herum bis Europa führte. Das Portugiesische Kolonialreich wurde so zum ersten wirklichen Weltreich.
Bis 1641 stand Malakka unter portugiesischer Herrschaft, danach fiel es an die Niederländer, denen im 19. Jahrhundert die Engländer folgten.

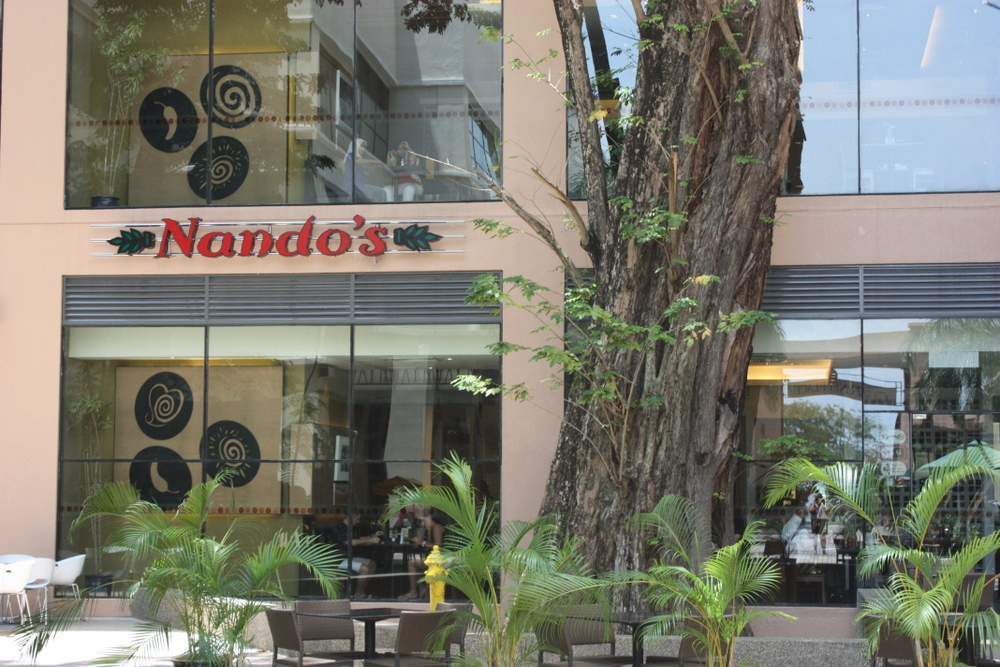
Filiale der südafrikanisch-portugiesischen Schnellrestaurant-Kette Nando’s im Gurney-Plaza-Einkaufszentrum in George Town (Penang)

1957 wurde Malaysia vom Britischen Königreich unabhängig. Das portugiesische Estado-Novo-Regime hielt derweil an seinen Kolonien fest und wurde international zunehmend isoliert. Auch zu Malaysia bestanden keine direkten diplomatischen Beziehungen.
Nach der Nelkenrevolution 1974 entließ das zur Demokratie zurückgekehrte Portugal seine Kolonien in die Unabhängigkeit und richtete seine Außenpolitik neu aus.
Im Dezember 1975 nahmen Malaysia und Portugal direkte diplomatische Beziehungen auf. Joaquim Renato Pinto Soares, Portugals Botschafter in der thailändischen Hauptstadt Bangkok, akkreditierte sich am 19. April 1978 als erster portugiesischer Chefdiplomat in Kuala Lumpur.
Im Jahr 2008 erkannte die UNESCO die historische Altstadt von Malakka zusammen mit der von George Town als Weltkulturerbe an.
Zum 500. Jubiläum der portugiesischen Siedlung 2011 fanden verschiedene Veranstaltungen in Malakka statt, darunter Auftritte malaysischer Volkstanz- und Musikgruppen in portugiesischer Tradition.

## Malaysier mit portugiesischen Vorfahren
Eine Vielzahl bekannter Persönlichkeiten Malaysias entspringen portugiesischstämmigen Familien meist aus Malakka, darunter:
- Jeanne Abdullah (* 1953), Gattin des wirtschaftsliberalen Premierministers Abdullah Ahmad Badawi
- Marion Caunter (* 1980), TV-Moderator
- Tony Fernandes (* 1964), u. a. als Chef von AirAsia bekannt
- Andrea Fonseka (* 1984), Model, Miss Malaysia 2004
- Gavin Green (* 1993), olympischer Profi-Golfer
- Gu Hongming (1857–1928), Anglist, Literat, Philosoph und Politiker
- Guy Sebastian (* 1981), australischer Popsänger
- Bernard Sta Maria (1944–1987), Parlamentsabgeordneter der Democratic Action Party
- Melissa Ann Tan (* 1987), Model, Miss Malaysia Universe 2006

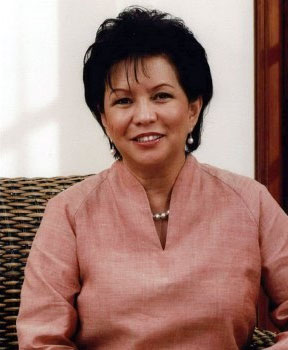
Jeanne Abdullah (2010)
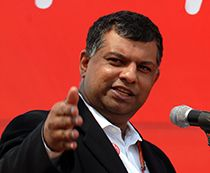
Tony Fernandes (2008)
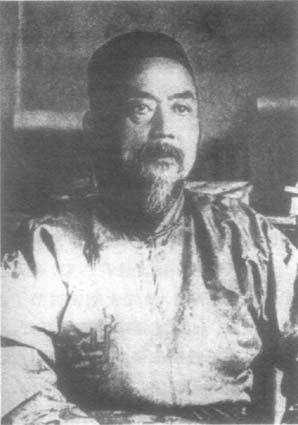
Gu Hongming
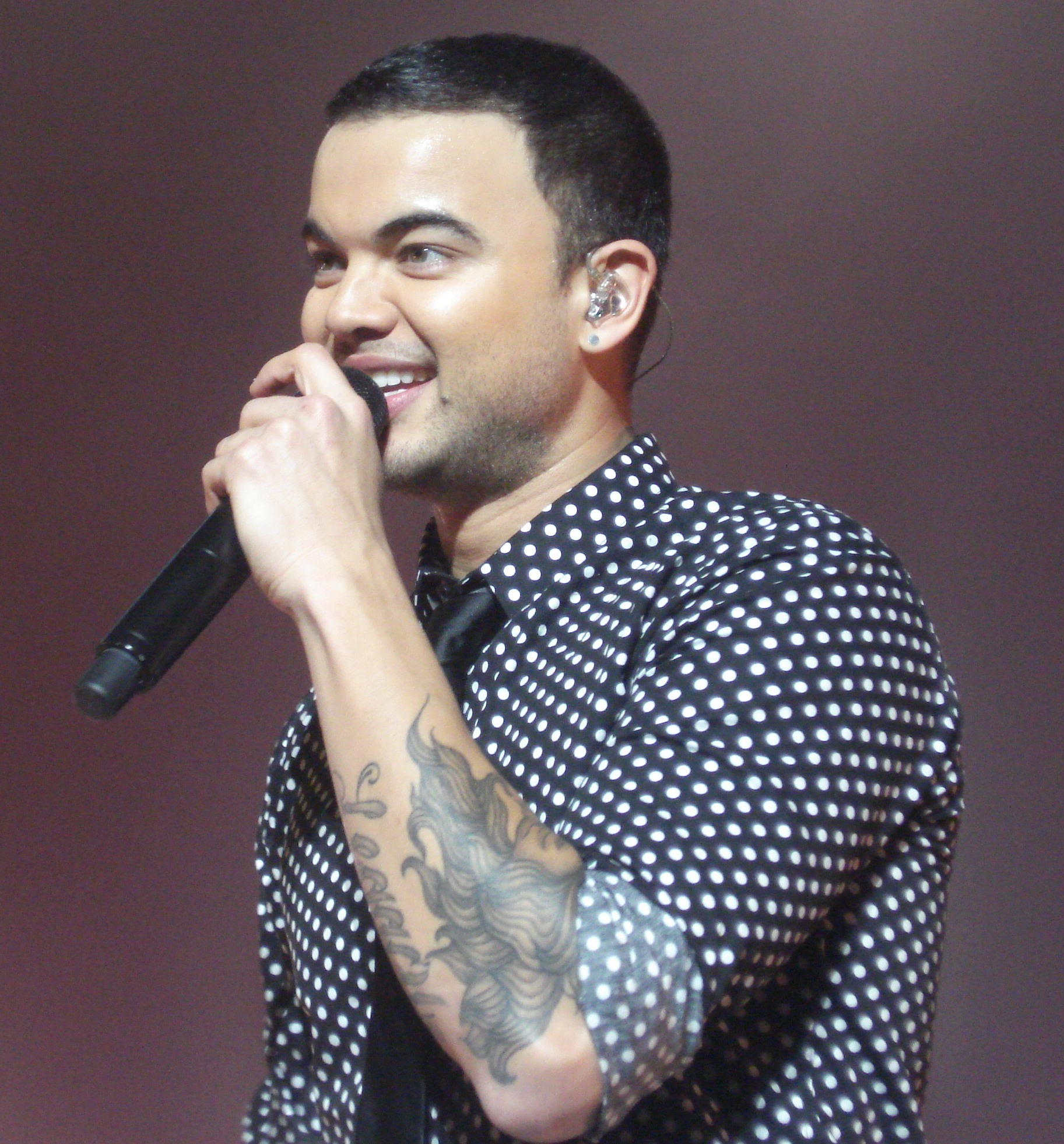
Guy Sebastian (2012)
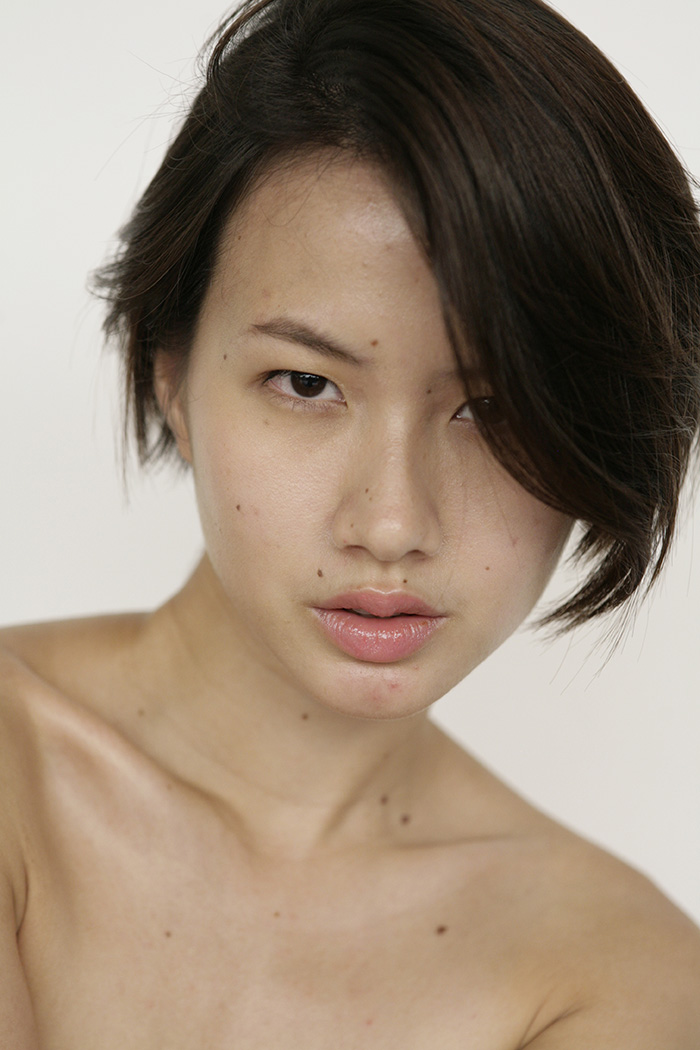
Melissa Ann Tan (2015)

## Diplomatie
Portugal unterhält keine eigene Botschaft in Malaysia, zuständig ist die portugiesische Vertretung in der thailändischen Hauptstadt Bangkok. In der malaysischen Hauptstadt Kuala Lumpur besteht ein portugiesisches Honorarkonsulat.
Auch Malaysia hat keine eigene Botschaft in Portugal eröffnet, sondern ist dort mit seinem Botschafter in Paris doppelakkreditiert. In der portugiesischen Hauptstadt Lissabon ist ein malaysisches Honorarkonsulat eingerichtet.

## Wirtschaft

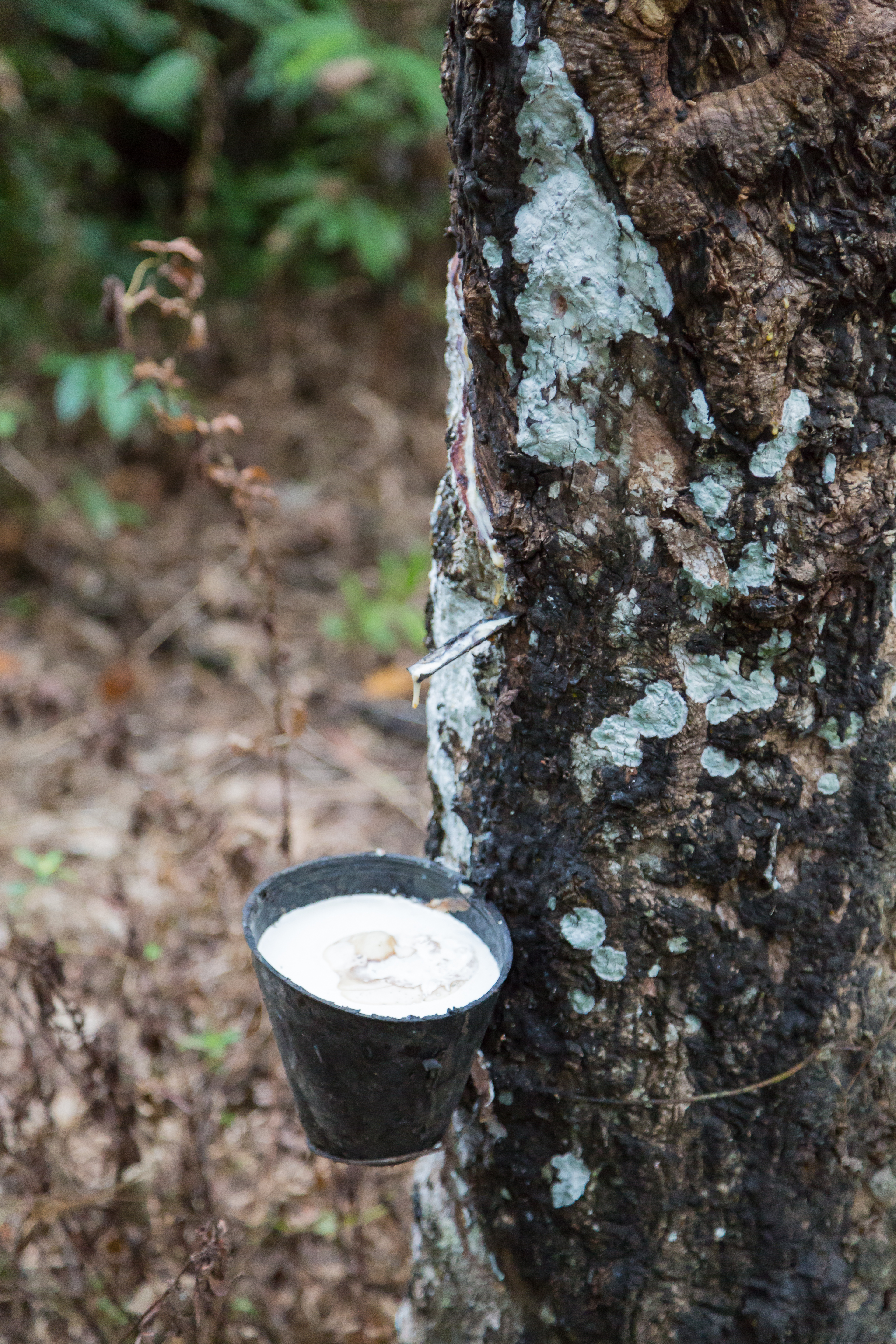
Latex-Gewinnung in einer malaysischen Kautschukplantage, Malaysias Hauptexportgut nach Portugal

Die portugiesische Außenhandelskammer AICEP unterhält eine Niederlassung in der malaysischen Hauptstadt Kuala Lumpur.
Im Jahr 2016 exportierte Portugal Waren im Wert von 17,1 Mio. Euro nach Malaysia (2015: 15,9 Mio.; 2014: 13,0 Mio.; 2013: 11,6 Mio.; 2012: 28,7 Mio.), davon 28,3 % Maschinen und Geräte, 23,7 % Kunststoffe, 13,9 % Papier und Zellulosepaste, 4,9 % Textilien und 4,8 % Minerale und Erze.
Im gleichen Zeitraum lieferte Malaysia Waren im Wert von 50,7 Mio. Euro an Portugal (2015: 53,9 Mio.; 2014: 64,0 Mio.; 2013: 63,5 Mio.; 2012: 78,9 Mio.), davon 37,7 % Kunststoffe und Elastomere (vor allem Naturkautschuk), 35,6 % Maschinen und Geräte, 5,1 % Metalle, 4,2 % Textilien und 3,0 % chemisch-pharmazeutische Produkte.
Damit stand Malaysia für den portugiesischen Außenhandel an 89. Stelle als Abnehmer und an 61. Stelle als Lieferant. Im malaysischen Außenhandel rangierte Portugal an 84. Stelle unter den Abnehmern und an 71. Stelle unter den Lieferanten.

## Sport
Fußball
Die Malaysische Fußballnationalmannschaft und die Portugiesische Nationalelf sind bisher noch nicht aufeinander getroffen (Stand März 2017). Der Portugiese Nelo Vingada war 2017 Nationaltrainer der malaysischen Männerauswahl.
Die portugiesische U-20-Nationalelf war nicht für die Junioren-Fußballweltmeisterschaft 1997 in Malaysia qualifiziert. Zuvor war Malaysias Auswahl bei der Junioren-Fußballweltmeisterschaft 1991 in Portugal nicht vertreten, wo der Gastgeber Weltmeister wurde.
Gelegentlich spielen malaysische Fußballspieler für portugiesische Klubs, etwa Nationalspieler Nazmi Faiz, der von 2012 bis 2013 für den SC Beira-Mar antrat, oder Nationalspieler Ahmad Fakri Saarani, der 2012 für den Drittligisten Atlético SC Reguengos auflief. 2020 spielte Nationalspieler Safawi Rasid beim Portimonense SC.

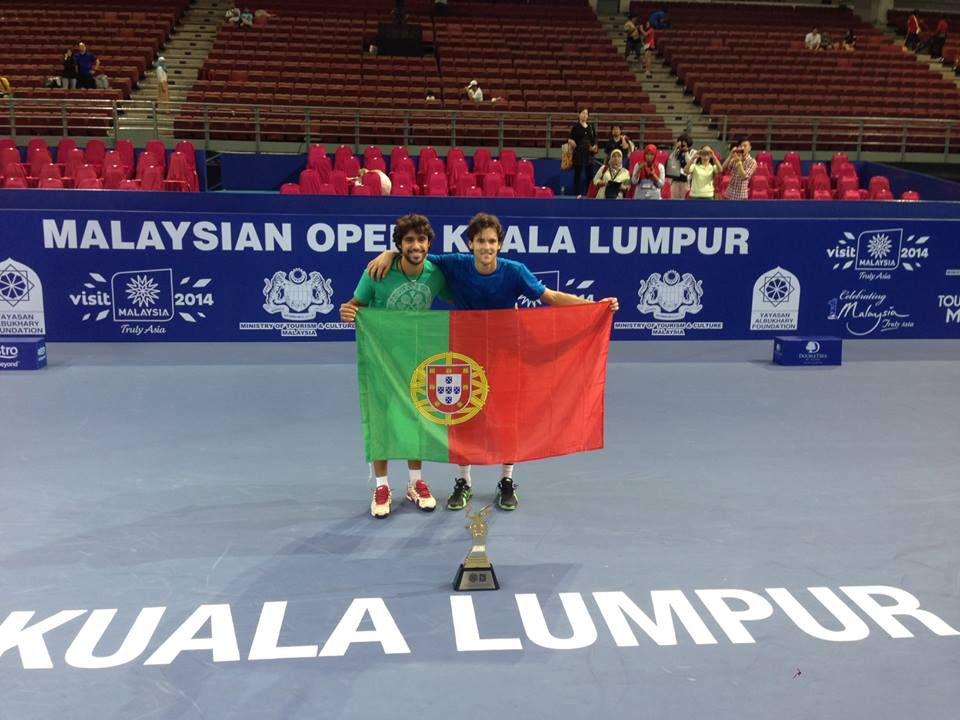
João Sousa (rechts) und sein Trainer Frederico Marques nach dem Gewinn des ATP Kuala Lumpur 2013

Der Portugiese Eduardo Almeida trainierte eine Saison lang (2013/14) den malaysischen Erstliga-Verein T–Team F.C., während José Luís 2005 Trainer des Sabah FA war.
Tennis
Beim Tennisturnier ATP Kuala Lumpur wurde der Portugiese João Sousa im Jahr 2013 Turniersieger. Das ATP Estoril in Portugal konnte bisher noch kein Tennisspieler der beiden Länder für sich entscheiden (Stand März 2017).
Formel 1
Beide Länder sind oder waren Gastgeber bedeutender Formel-1-Rennen. Fahrer der beiden Länder konnten jedoch weder beim Großen Preis von Malaysia noch beim Großen Preis von Portugal gewinnen (Stand März 2017).